# Ken Belanger
Kenneth Norman „Ken“ Belanger (* 14. Mai 1974 in Sault Ste. Marie, Ontario) ist ein ehemaliger kanadischer Eishockeyspieler, der im Verlauf seiner aktiven Karriere zwischen 1991 und 2005 unter anderem 260 Spiele für die Toronto Maple Leafs, New York Islanders, Boston Bruins und Los Angeles Kings in der National Hockey League (NHL) auf der Position des linken Flügelstürmers bestritten hat. Belanger verkörperte den Spielertyp des Enforcers.

## Karriere
Belanger verbrachte seine Juniorenzeit zwischen 1991 und 1994 in der Ontario Hockey League (OHL). Dort spielte er vom Beginn der Saison 1991/92 zum Januar 1993 zunächst für die Ottawa 67’s, ehe er in einem Transfer an den Ligakonkurrenten Guelph Storm abgegeben wurde. Der Stürmer beendete dort im Frühjahr 1994 nach 194 Einsätzen seine Juniorenkarriere, in der er 91 Scorerpunkte erzielt hatte. Während dieser Zeit war er im NHL Entry Draft 1992 in der siebten Runde an 153. Stelle von den Hartford Whalers aus der National Hockey League (NHL) ausgewählt worden. Noch bevor Belanger jedoch in den Profibereich wechselte, waren seine Transferrechte im März 1994 im Tausch für ein Neuntrunden-Wahlrecht im NHL Entry Draft 1994 an die Toronto Maple Leafs übergegangen.
Zu Beginn der Saison 1994/95 fand sich der junge Offensivspieler im Kader von Torontos Farmteam, den St. John’s Maple Leafs, in der American Hockey League (AHL) wieder, während der Beginn der NHL-Spielzeit aufgrund des Lockouts auf sich warten ließ. Dennoch bestritt er im Verlauf des Spieljahres drei Partien für die Toronto Maple Leafs, stand ansonsten aber bis zum Januar 1996 ausschließlich im Aufgebot St. John’s. Belanger wurde zu diesem Zeitpunkt gemeinsam mit Damian Rhodes an die New York Islanders abgegeben, während im Gegenzug Kirk Muller und Don Beaupre nach Toronto wechselten. Bei den New York Islanders gelang es dem Kanadier sich stetig weiterzuentwickeln, und nachdem er sich dort über den AHL-Kooperationspartner Kentucky Thoroughblades und der Berufung zum AHL All-Star Classic empfohlen hatte, gelang ihm zur Saison 1997/98 der endgültige Sprung in den NHL-Kader New Yorks, wo er aufgrund seiner Rolle als Enforcer jedoch nur die Hälfte der Spiele absolvierte.
Kurz nach dem Beginn der Saison 1998/99 wurde Belanger im November 1998 im Tausch für Ted Donato zu den Boston Bruins transferiert. Dort füllte der Angreifer für die folgenden drei Spielzeiten seine Rolle aus, obwohl er große Teile der Millenniumssaison 1999/2000 aufgrund einer Gehirnerschütterung, die er sich im November 1999 zugezogen hatte, ausfiel. Da die Bruins den auslaufenden Vertrag über das Spieljahr 2000/01 hinaus nicht verlängerten, fand Belanger im Juli 2001 als Free Agent in den Los Angeles Kings einen neuen Arbeitgeber. In deren Diensten erlitt er im November 2002 eine abermalige Gehirnerschütterung, die dazu führte, dass er den Rest der laufenden sowie die gesamte folgende Saison aufgrund der Nachwirkungen pausieren musste. Erst gegen Ende Dezember 2004 kehrte der Angreifer auf das Eis zurück und bestritt eine Partie für die Adirondack Frostbite in der United Hockey League (UHL), während die NHL-Saison einem erneuten Lockout komplett zum Opfer fiel. Zu Beginn der Spielzeit 2005/06 feierte der 31-Jährige schließlich nach fast drei Jahren sein Comeback in der NHL, beendete jedoch nach fünf Einsätzen für die LA Kings im November 2005 seine Karriere vorzeitig.

## Erfolge und Auszeichnungen
- 1996 Teilnahme am AHL All-Star Classic

## Karrierestatistik
(Legende zur Spielerstatistik: Sp oder GP = absolvierte Spiele; T oder G = erzielte Tore; V oder A = erzielte Assists; Pkt oder Pts = erzielte Scorerpunkte; SM oder PIM = erhaltene Strafminuten; +/− = Plus/Minus-Bilanz; PP = erzielte Überzahltore; SH = erzielte Unterzahltore; GW = erzielte Siegtore; 1 Play-downs/Relegation; Kursiv: Statistik nicht vollständig)